# Ella De Neve
Ella De Neve (18 februari 1981) is een Belgisch politica voor Open Vld.

## Levensloop
De Neve is gegradueerd in bedrijfsbeheer. Ze behaalde haar diploma aan de Hogeschool-Universiteit Brussel. Daarna verwierf ze haar Getuigschrift Pedagogische Bekwaamheid-diploma aan de vakschool in Aalst. Gedurende vijf jaar, tot aan de sluiting van de school, gaf ze les aan het Heilig-Hartcollege te Ganshoren. De Neve heeft sinds enkele jaren een relatie met Gunther Van Doorslaer uit Meise met wie ze een plantenwinkel uitbaat in Meise.
Op 8 oktober 2000 werd De Neve (19 jaar oud) bij de gemeenteraadsverkiezingen met 632 voorkeurstemmen rechtstreeks verkozen tot gemeenteraadslid in Merchtem. Zes jaar later, na de gemeenteraadsverkiezingen van 2006 werd ze schepen van Jeugd & Welzijn in Merchtem. Ook werd ze regiovoorzitster van Jong VLD.
In november 2010 nam ze het op tegen Wim Aerts om Jong VLD-voorzitter van heel Vlaanderen te worden. Ze verloor de interne verkiezingen met 49%. Bij de gemeenteraadsverkiezingen van 2012 werd De Neve eerste schepen van Merchtem en rechterhand van burgemeester Eddie De Block. Ze behaalde 1251 voorkeurstemmen. Eind 2012, bij de voorzittersverkiezingen van Open Vld, werd De Neve gesteund door 1677 Open Vld-leden om haar regio te vertegenwoordigen in het nationale partijbestuur van Open Vld dat wekelijks samenkomt.
Van 2007 tot 2016 cumuleerde ze 5 à 7 mandaten, waarvan 1 à 3 bezoldigd. In februari 2016 legde ze haar schepenambt neer.
In 2024 maakte ze een comeback als lijsttrekker voor de provinciale Open VLD-lijst.